# Piazza del Plebiscito
A Piazza del Plebiscito Nápoly legnagyobb tere. Az 1860-as népszavazás után kapta a nevét, amikor is eldöntötték Nápoly csatlakozását az Savoya-ház által létrehozott egyesült Olaszországhoz. Keleten a királyi palota határolja, nyugaton a San Francesco di Paola kiterjedt kolonádjaival.
A 19. század elején Joachim Murat nápolyi király megbízásából épült Napóleon császár dicsőítésére. Miután Napóleon hatalmát megdöntötték, a Boubonok kerültek vissza a nápolyi trónra. 
I. Ferdinánd folytatta az építkezést. Ekkor fejezték be a templom építését is.